# Doug Gjertsen
Douglas Seneca „Doug” Gjertsen (ur. 31 lipca 1967 w Phillipsburgu) – amerykański pływak. Trzykrotny medalista olimpijski.
Specjalizował się w stylu dowolnym. Brał udział w dwóch igrzyskach (IO 88, IO 92), na obu zdobywał medale. Był członkiem medalowych sztafet amerykańskich. Po pełnoprawne złoto sięgnął w 1988 na dystansie 4 × 200 metrów, płynął również w eliminacjach 4 × 100 m. Cztery lata później na pierwszych z dystansów Amerykanie zajęli trzecie miejsce. W sztafecie zwyciężał również w mistrzostwach świata (1991 – 4 × 100 m, srebro na 4 × 200 m). Był multimedalistą mistrzostw Pacyfiku w 1989, gdzie triumfował m.in. na dystansie 200 m kraulem. Wielokrotnie wygrywał mistrzostwa NCAA, zarówno indywidualnie, jak i w sztafecie.